# Карпенедоло
Карпенѐдоло (на италиански: Carpenedolo, на източноломбардски: Carpenèdol, Карпенедол) е град и община в Северна Италия, провинция Бреша, регион Ломбардия. Разположен е на 78 m надморска височина. Населението на общината е 13 027 души (към 2013 г.).